# Čezhorizontski radar
Čezhorizontski radar, (ang. Over-the-horizon radar Backscatter - OTH-B, kdaj tudi  Beyond The Horizon - BTH) je vrsta radarja, ki lahko zazna tarče na zelo velikih razdaljah (nekaj tisoč kilometrov), tudi če se nahajajo pod horizontom. V 1950ih in 1960ih so postavili več takih sistemov za zgodnje opozarjanje, ki pa so jih večinoma zamenjali leteči radarji. V zadnjem času se je pojavilo ponovno zanimanje, ker so cenejši kot letala in ni več potrebe po zelo natančnem sledenju, zaradi konca Hladne vojne. 
Radijski valovi po navadi potujejo v ravnih linijah. To omejuje doseg radarjev zaradi okrogle oblike Zemlje, ne da se namreč zaznati tarč pod horizontom. Npr. radar na višini 10 metrov ima doseg 13 kilometrov, če upoštevamo atmosfersko refrakcijo. Če je tarča na večji višini se poveča doseg, npr. tarča na višini 10 metrov se da zaznati 26 km z istim radarjem. V realnem svetu ni praktično izdelati radarja, ka zaznava tarče v ravni liniji (Line-of-Sight) več kot nekaj sto kilometrov.
Čezhorizontski radarji uporabljajo različne tehnologije za zaznavanje čez horizont. Najbolj pogosto se uporablja ionosfersko reflekcijo. Pod določenimi pogoji v atmosferi se bodo radijski valovi usmerjeni v ionosfero odbili nazaj na tla. Tako se del signala odbije od ionosfere do tarče, potem se del tistega signala odbije od tarče nazaj v ionosfero, kjer se še enkrat odbije in doseže radar - skupno trije odboji. Za odboj od ionosfere se uporablja samo določene frekvence in sicer v območju  3 – 30 MHz (HF - High Frequency). Ker se lastnosti ionosfere s časom spreminjajo, s tem pa tudi njene odbojne lastnosti je potreben stalen nadzor teh lastnosti, da se frekvenca oddajnika lahko sproti popravlja.
Ker se signal trikrat odbije in tudi zaradi velikih razdalj, je signal na sprejemniku izjemno majhen. Zaradi tega niso bili praktični do 1960ih, ko so se pojavili ojačevalniki z nizkim šumom. Zaradi upadanja moči radijskih valov s kvadratom razdalje in drugih izgub, nastalih ob vsakem odboju je sprejeti signal izredno šibek, kar zahteva uporabo elektronskih komponent z nizkim šumom, ravno tako pa precej veliko oddajno moč, ki po navadi dosega 1 MW. Potrebno je tudi razlikovati med signali, ki se odbijejo od tarče in tistim, ki se odbije tal ali morja. Najlažje se to doseže z uporabo Dopplerjevega pojava.
Zaradi uporabe sorazmerno nizkih frekvenc je resolucija radarja OTH-B nizka, zaradi česar je ta vrsta radarja uporabna samo za zgodnje opozarjanje, ne pa tudi za podrobno zaznavanje posameznih objektov. Resolucijo se da nekoliko izboljšati z uporabo koncentriranega snopa radijskih valov, vendar to zaradi nizkih frekvenc zahteva izredno veliko anteno, ki dosega širine več 100 metrov ali celo preko kilometra.